# Delfines Mineros de Zimapán
Los Delfines Mineros de Zimapán fue un equipo de béisbol que participó en la Liga Invernal Mexicana con sede en Zimapán, Hidalgo, México.

## Historia
Los Delfines Mineros debutaron en la LIM en la Temporada 2016-2017, y son sucursal de los equipos Delfines del Carmen y Rieleros de Aguascalientes que participan en la Liga Mexicana de Béisbol.

## Jugadores

### Roster actual
Actualizado al 7 de noviembre de 2016.
"Temporada 2016-2017"
| Lanzadores: - 8 Noé Aldrete - 14 Valentín Morales - 29 Alonso Villarreal - 30 Fernando Irazoqui - 31 Daniel Díaz - 33 Francisco Moreno - 35 Eduardo Garate - 45 Jonathan Sierra - 26 Jesús Manuel Ramirez - 54 Jorge Quiñonez - 55 Adrián Alcantar - 58 Adán R. Valenzuela - 72 Jesús Alfredo Juárez Receptores: - 25 José Pilar Monjardín - 36 Carlos Eduardo López - 37 José Carlos Hernández - 62 Abraham González |  | Jugadores de Cuadro: - 2 Javier Salazar - 7 Jesús Vega Elenes - 13 Aldo Flores - 27 Jaime Obed Santos - 38 Miguel Rodríguez - 63 Raymundo Arauza Jardineros: - 43 Amílcar Gómez - 52 Héctor Rivera Mánager: 20 Joe Álvarez |

 =  Cuenta con nacionalidad mexicana. 

### Jugadores destacados
Por definir.